# 成田機場線
成田機場線（日语：／ Narita-kūkō sen */?）是位於日本關東地方的鐵路線，起於東京都葛飾區的京成高砂站、訖於千葉縣成田市成田機場站，主要為服務成田國際機場的聯外交通需求。由京成電鐵經營旅客输送业务，使用的路軌則分屬北总铁道、千叶新城铁道、成田高速铁道Access 以及成田空港高速铁道。京成電鐵將該線通稱為「成田Sky Access」（成田スカイアクセス），旅客資訊標示上則稱為「成田Sky Access線」，並以橙色作為路線代表色。車站編號使用的路線記號為KS（但是京成高砂站以外的北總鐵道共用站除外）。

## 概要
这条机场联络铁路线路于 2010 年 7 月 17 日开通，通过将修建至印旛日本医大站的北总铁道北總線继续向东延伸至机场，大大改善了从东京市中心到成田国际机场的交通情况。与原有的东京 - 成田机场之间的京成本线相比，该线路的距离更短，缩短了来往东京与机场的旅行时间。同时，通过这条线路，运行在京成上野站和成田机场站之间的 “Skyliner”特急列车，在该线路的部分路段的最高运行速度可达每小时 160 公里/小时，是日本除新干线列车以外既有线运行速度最高的列车。
值得注意的是，线路的全区间均由京成铁道担当第二种铁道事业者，采用 “上下分离方式”运营，即为京成铁道向北总铁道、千叶新城铁道、成田高速铁道Access 以及成田空港高速铁道四家公司支付线路使用费用，并借用轨道用于客运。
|          | 京成高砂                      | …                             | 小室                          | 小室                              | …                                 | 印旛日本医大                      | 印旛日本医大                  | …                             | 成田汤川                      | 成田汤川                      | …                             | （接続点）                    | （接続点）                    | …                             | 空港第2候机楼                 | 空港第2候机楼                 | 成田机场                      |
| 原有区間 | 原有区間                      | 原有区間                      | 原有区間                      | 原有区間                          | 原有区間                          | 新设区間                          | 新设区間                      | 新设区間                      | 新设区間                      | 新设区間                      | 新设区間                      | 新设区間                      | 新设区間                      | 新设区間                      | 原有区間                      | 原有区間                      |                               |
| 運行     | 京成電铁 （第二种铁道事业者） | 京成電铁 （第二种铁道事业者） | 京成電铁 （第二种铁道事业者） | 京成電铁 （第二种铁道事业者）     | 京成電铁 （第二种铁道事业者）     | 京成電铁 （第二种铁道事业者）     | 京成電铁 （第二种铁道事业者） | 京成電铁 （第二种铁道事业者） | 京成電铁 （第二种铁道事业者） | 京成電铁 （第二种铁道事业者） | 京成電铁 （第二种铁道事业者） | 京成電铁 （第二种铁道事业者） | 京成電铁 （第二种铁道事业者） | 京成電铁 （第二种铁道事业者） | 京成電铁 （第二种铁道事业者） | 京成電铁 （第二种铁道事业者） | 京成電铁 （第二种铁道事业者） |
| 運行     | 北总铁道 （第一种铁道事业者） | 北总铁道 （第一种铁道事业者） | 北总铁道 （第一种铁道事业者） | 北总铁道 （第2種）                | 北总铁道 （第2種）                | 北总铁道 （第2種）                |                               |                               |                               |                               |                               |                               | 東日本旅客铁道 （第2種）      | 東日本旅客铁道 （第2種）      | 東日本旅客铁道 （第2種）      | 東日本旅客铁道 （第2種）      | 東日本旅客铁道 （第2種）      |
| 保有     | 北总铁道 （第一种铁道事业者） | 北总铁道 （第一种铁道事业者） | 北总铁道 （第一种铁道事业者） | 千叶新城铁道 （第三种铁道事业者） | 千叶新城铁道 （第三种铁道事业者） | 千叶新城铁道 （第三种铁道事业者） | 成田高速铁道Access （第3種）  | 成田高速铁道Access （第3種）  | 成田高速铁道Access （第3種）  | 成田高速铁道Access （第3種）  | 成田高速铁道Access （第3種）  | 成田高速铁道Access （第3種）  | 成田空港高速铁道 （第3種）    | 成田空港高速铁道 （第3種）    | 成田空港高速铁道 （第3種）    | 成田空港高速铁道 （第3種）    | 成田空港高速铁道 （第3種）    |

其中，京成高砂站至印旛日本医科大学站之间的 32.3 公里的线路是属于北总铁道北總線的；在成田高速铁道Access线接续点至成田机场站之间的 8.4 公里的路段中，機場第2候機樓站和成田机场站之间的路段作为京成本线的一部分已于 2010 年之前开通，并与成田机场线重复。
京成高砂站至仁波日本医科大学站之间的线路的列车并不会进入（直通运行）北总铁路的北總線，因为这段是京成铁路和北总铁路的共用路段，其根据《铁路事业法》第 2 条，这里的情况属于不同的运营公司使用相同的轨道运送乘客（在该线路，京成电铁为第二种铁道事业者，北总铁路为 第一种铁道事业者和第二种铁道事业者）。途经此线路的列车有时会标示“途经北總線”的字样，但这只是为了叙述方便，并不是准确的描述。且Access特急不停靠的车站（新柴又、矢切、北国府、秋山、松飞台、大町、西白井、白井、小室和印西牧之原）不属于本线车站，但北总铁路列车的车票可用于搭乘本线列车。因此，由于列车类型相匹配，成田机场线和北總線也可被视为同一线路。

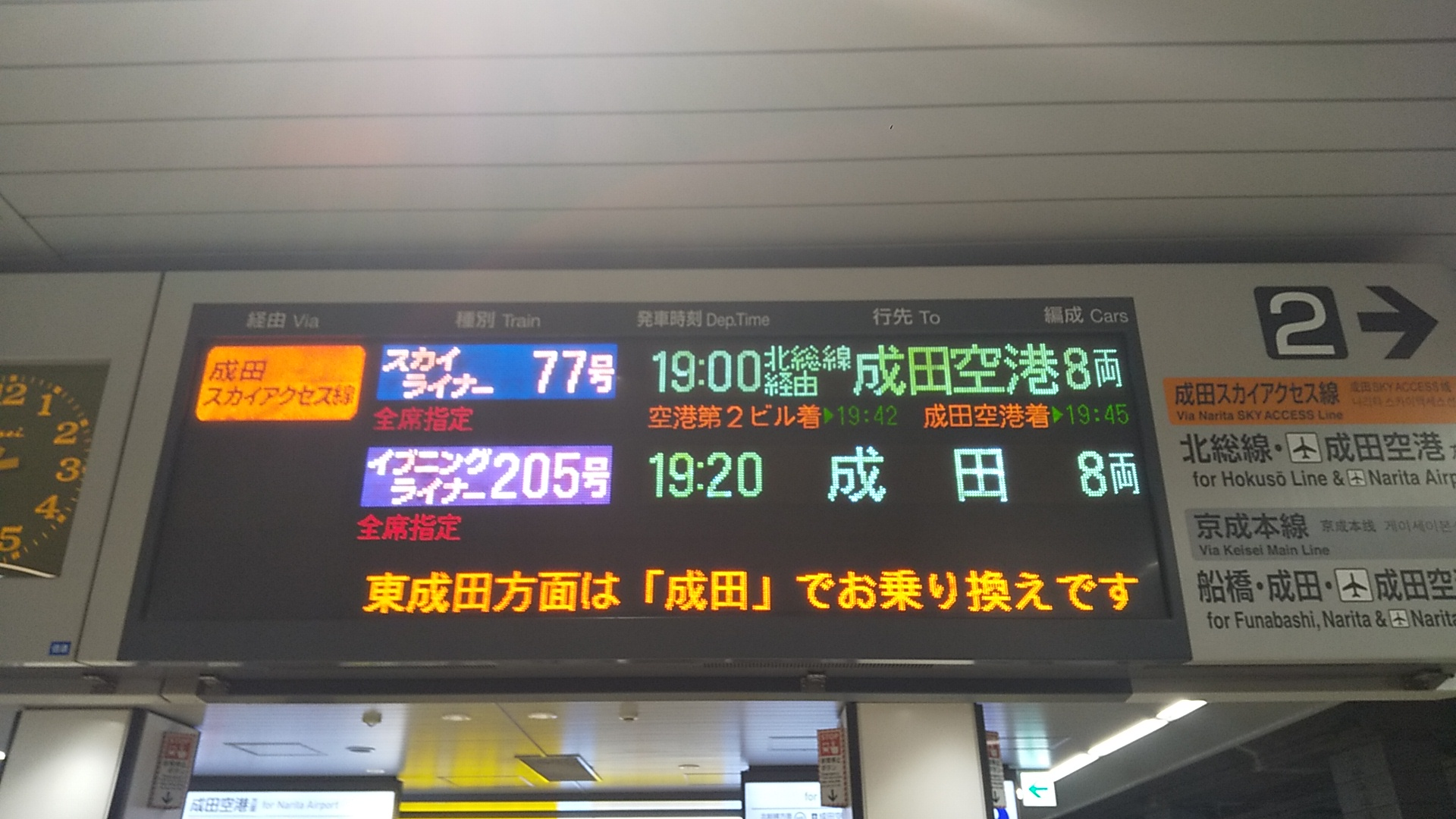
京成上野站的发车信息屏，在经由成田SkyAccess线的班次上标有“途经北總線”

## 路線資料
- 路線距離：51.4公里（机场第2候机楼站 - 成田机场站之间有1.0公里與本線重複）
- 管轄(事业类别)：
  - 全线：京成电铁（第二种铁道事业者）
  - 京成高砂－小室 19.8公里：北總鐵道（第1種鐵道事業者）
  - 小室－印旛日本醫大 12.5公里：千葉新城鐵道（第3種鐵道事業者）
  - 印旛日本醫大－成田機場高速鐵道線接續點 10.7公里：成田高速鐵道Access（日语：成田高速鉄道アクセス）（第3種鐵道事業者）
  - 成田高速鐵道Access線接續點－成田機場 8.4公里：成田空港高速铁道（第3種鐵道事業者）
- 軌距：1435毫米
- 複線路段：京成高砂－成田湯川段
- 單線路段：成田湯川－成田機場段
- 電氣化路段：全線（高架電纜、直流電1500V）
- 保安裝置：C-ATS（京成高砂－印旛日本醫大段部分使用1號型ATS）
- 最高速度：Skyliner130公里/小時（京成高砂－印旛日本醫大）、160公里/小時（印旛日本醫大－機場第2候机楼），Access特急120公里/小時（京成高砂－機場第2大樓）

## 運行形態
北总铁道北總線与京成成田机场线共用轨道的列车，请参阅 “北总铁道北總線”。
列车驾驶方面，京成的乘务员在京成成田机场线的共用路段上运行列车时，适用京成的运行规则；北总铁道的乘务员在北總線上运行列车时，适用北总铁道的运行规则。因此，在北總線的每个车站的尽头都设置了京成运营规则所要求的标志，如京成列车运行在车站之间的最高时速标志。
因此，本小节只介绍主体上经由成田Sky Access线来往成田机场的两种列车：特急“Skyliner” 和 Access特急。

### Skyliner
担当该列车运行的AE形列车的最高运行速度为 160 公里/小时，从日暮里站到机场第2候机楼站之间的最快行车时间为36分钟。白天每小时有三班列车运行。该列车运行的最高速度160公里/小时，是日本新干线列车以外的最高运行速度，也是自北越急行北北线的特急列车“白鹰”于2015年3月14日停运以来唯一实际存在的既有线最高运行速度。现在只有 Skyliner 列车上才有指示以时速 160 公里运行的 GG 信号（意味着高速前进）。
在2022年11月26日的时刻表修订中，停靠青砥站的 Skyliner 列车的停靠站又增加了新鎌谷車站（停靠青砥站的列车与时刻表修订前有部分变化）。

### Access特急

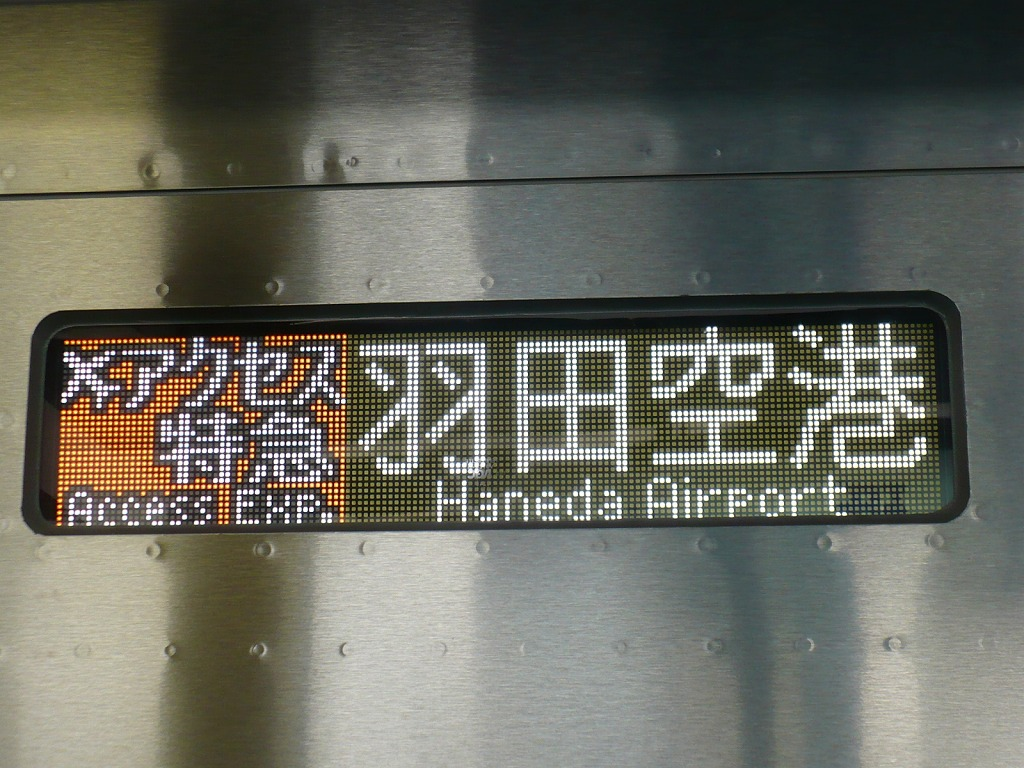
在 2013 年 10 月 25 日之前，行驶在京急线和浅草线内的开往羽田机场的“机场Access特急”列车标有飞机标志。

使用通勤形列车开行的无特急费用列车。列车种别颜色为橙色，英文名称为“Access Exp.”或“Limited Express”。的最高运行速度为120公里/小时，多数列车从成田机场站开往羽田機場第1、第2航站樓站，一部分开往京成上野、西馬込。

### 运行模式
有关停靠站点，请参见各线路页面。
- 京滨急行线直通
  - 往返羽田機場第1、第2航站樓站
    - 是白天时段的基本模式。在押上站 - 羽田機場第1、第2航站樓站之间做为机场快特列车运行（通过京急蒲田站）。 在押上站与开往横滨站的快特列车连接。
    - 早上和晚上于京滨急行线内运行的列车做为快特或急行运行（在都营浅草线内各站停车）。

  - 往返横滨的列车
    - 早晚有多趟列车运行。 京急线内做为特急运行（在都营浅草线内各站停车）。
- 都营浅草线直达车（往返西马込）。
  - 早上和晚间运行。
- 京成上野往返
  - 傍晚和夜间运行。

| 種別＼駅名 | 種別＼駅名 | 種別＼駅名 |           | 京成高砂 | … | 印旛日本医大 | 印旛日本医大 | … | 机场第2候机楼 | 成田空港 | 運行本数 |
| ---------- | ---------- | ---------- | --------- | -------- | - | ------------ | ------------ | - | ------------- | -------- | -------- |
| 運行范围   | Skyliner   | Skyliner   | 京成上野← |          |   |              |              |   |               |          | 2班      |
| 運行范围   | Access特急 | Access特急 | 羽田机场← |          |   |              |              |   |               |          | 1班      |

## 使用車輛
全部车辆为8节车厢编组的方式运行。

### 京成电铁的车辆
- 3700形
- 3000型
- 3100型
- AE形

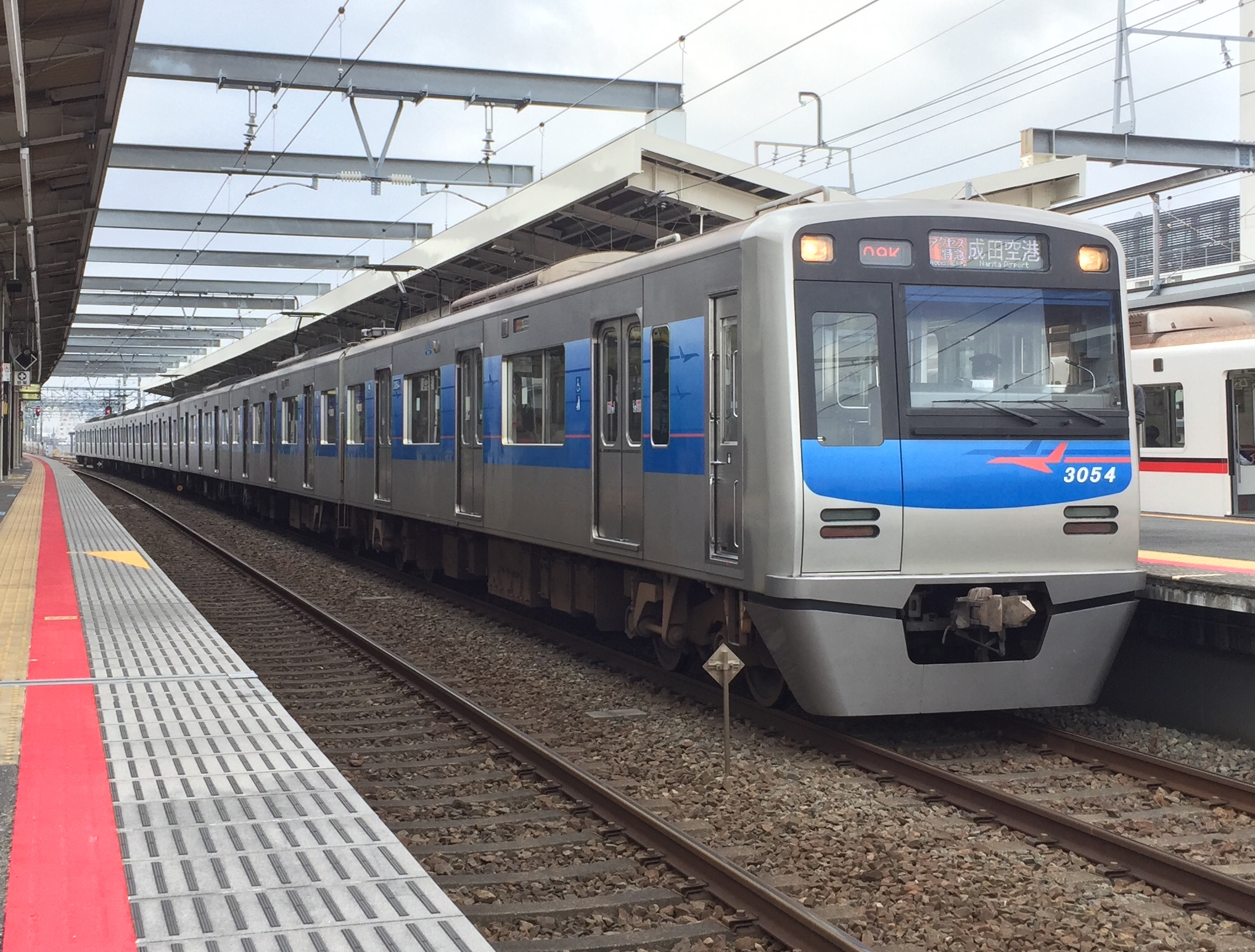
3050型担当的Access特急
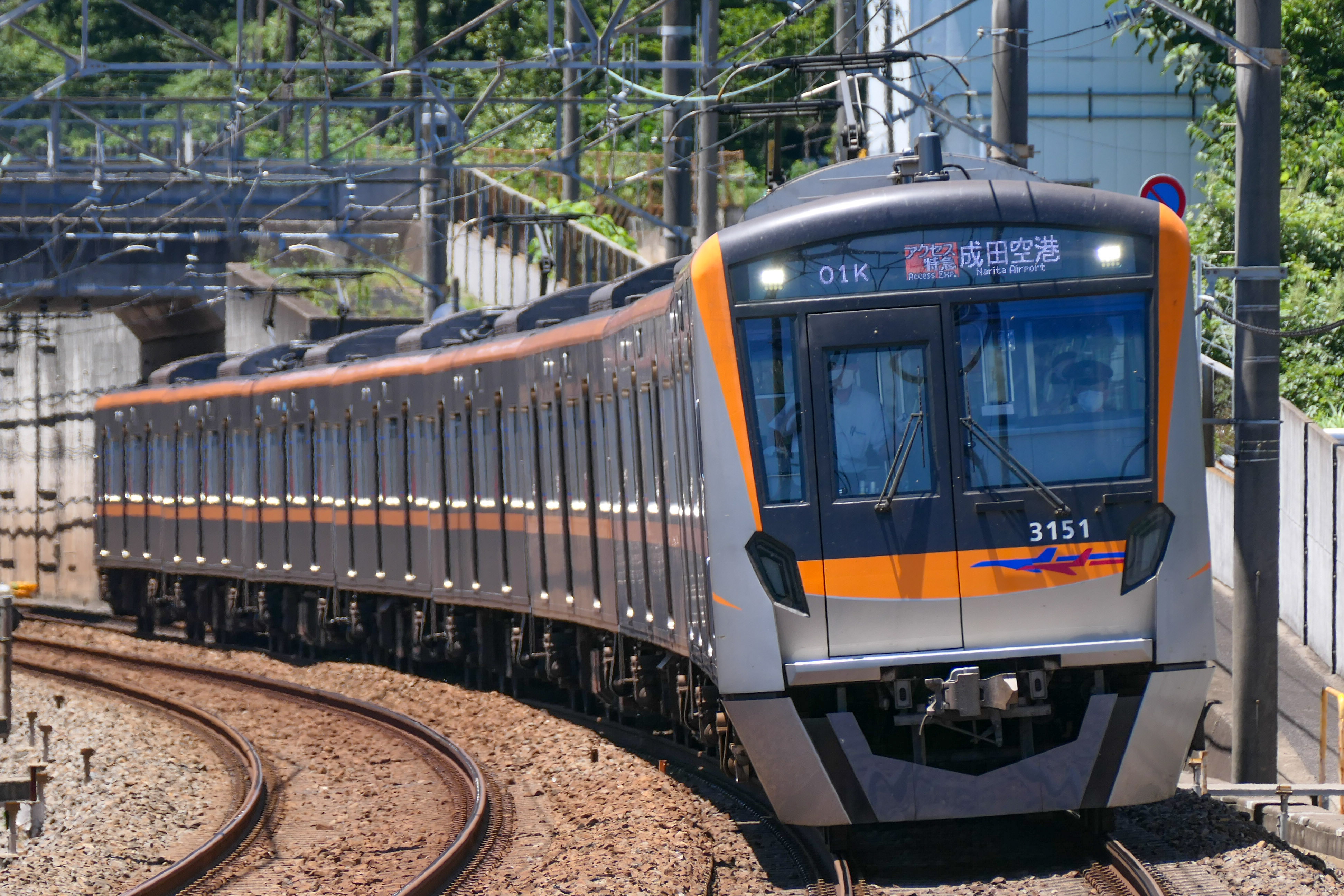
京成3100型担当的Access特急
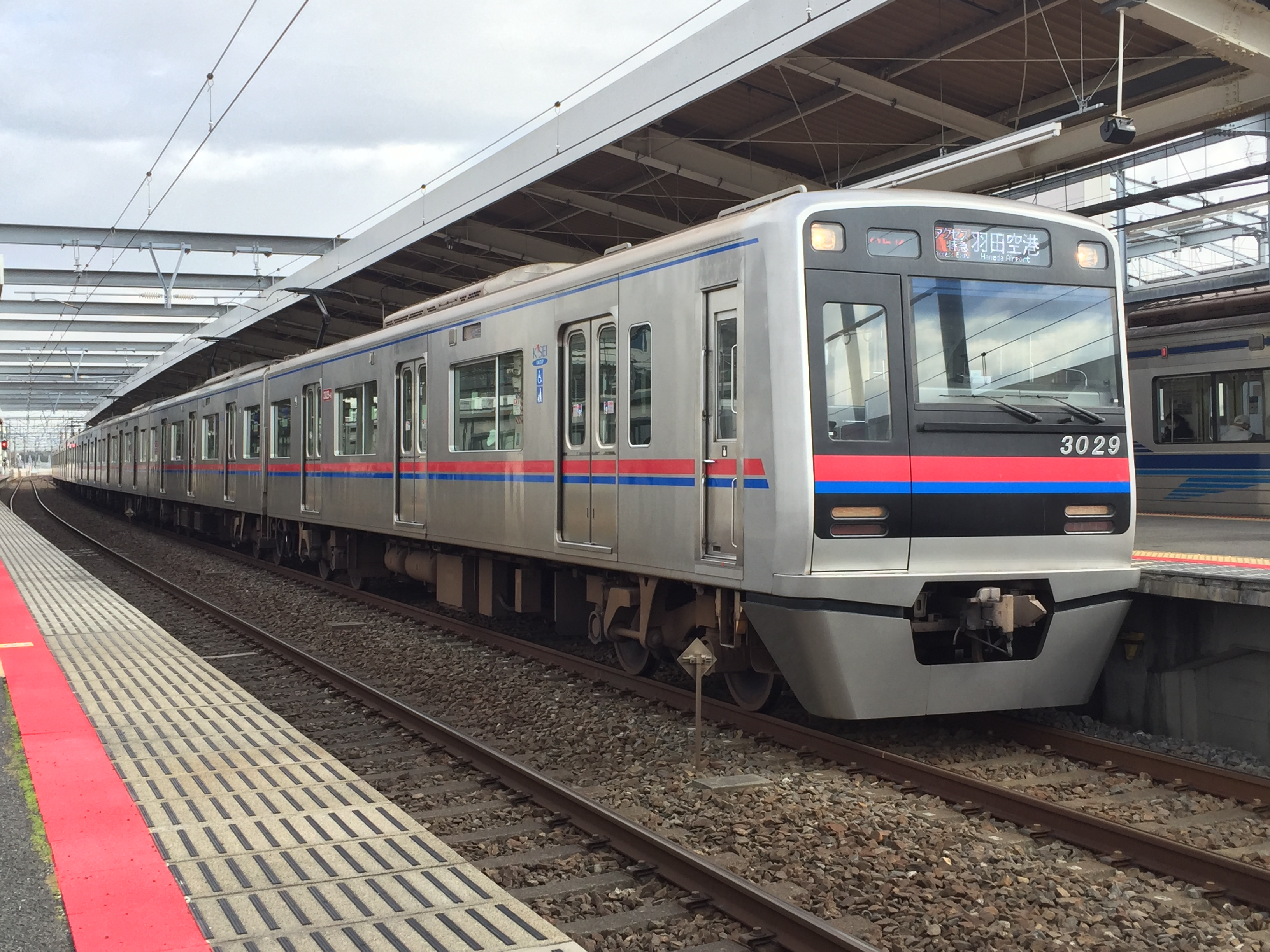
3000形担当的Access特急
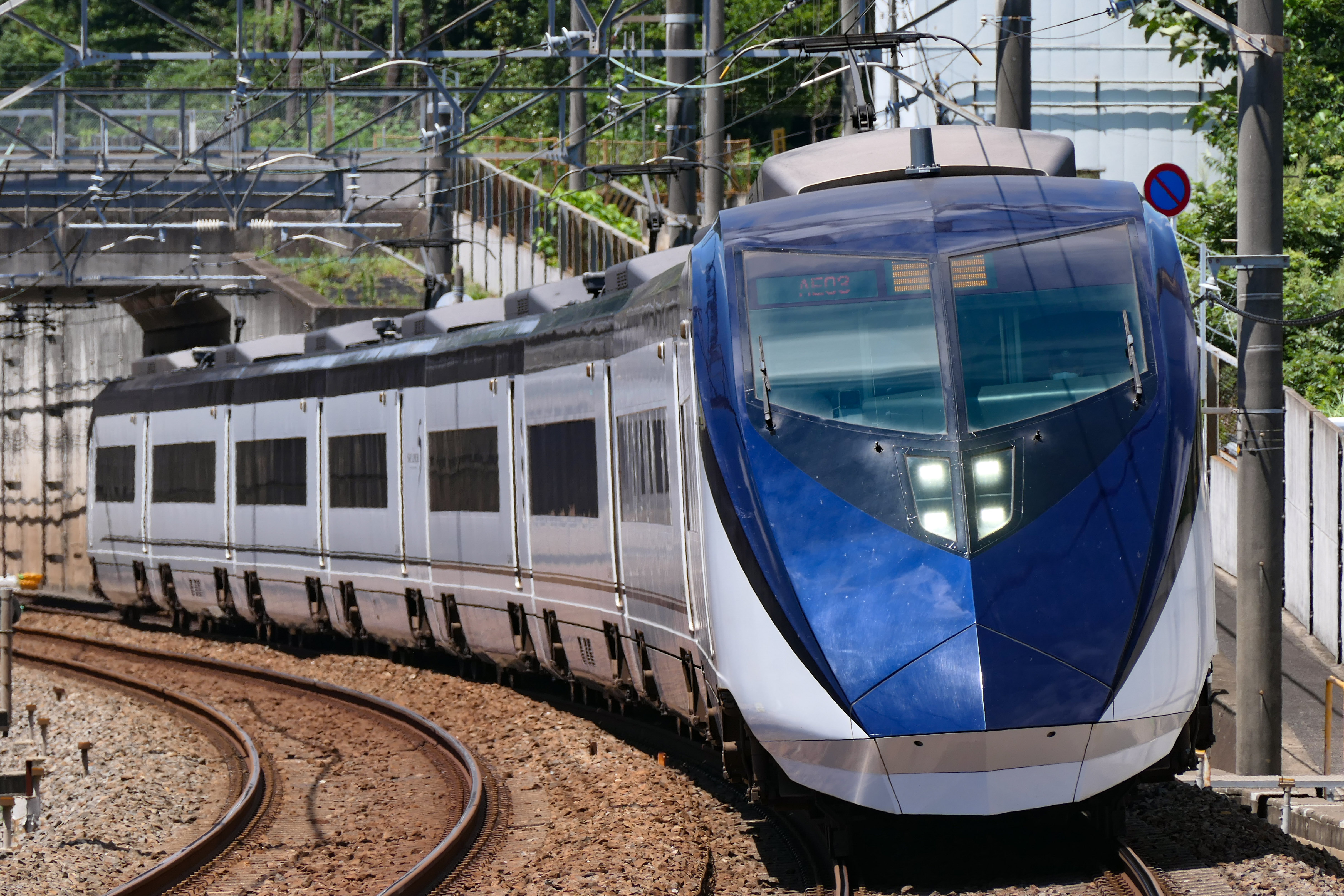
Skyliner使用的车辆AE形
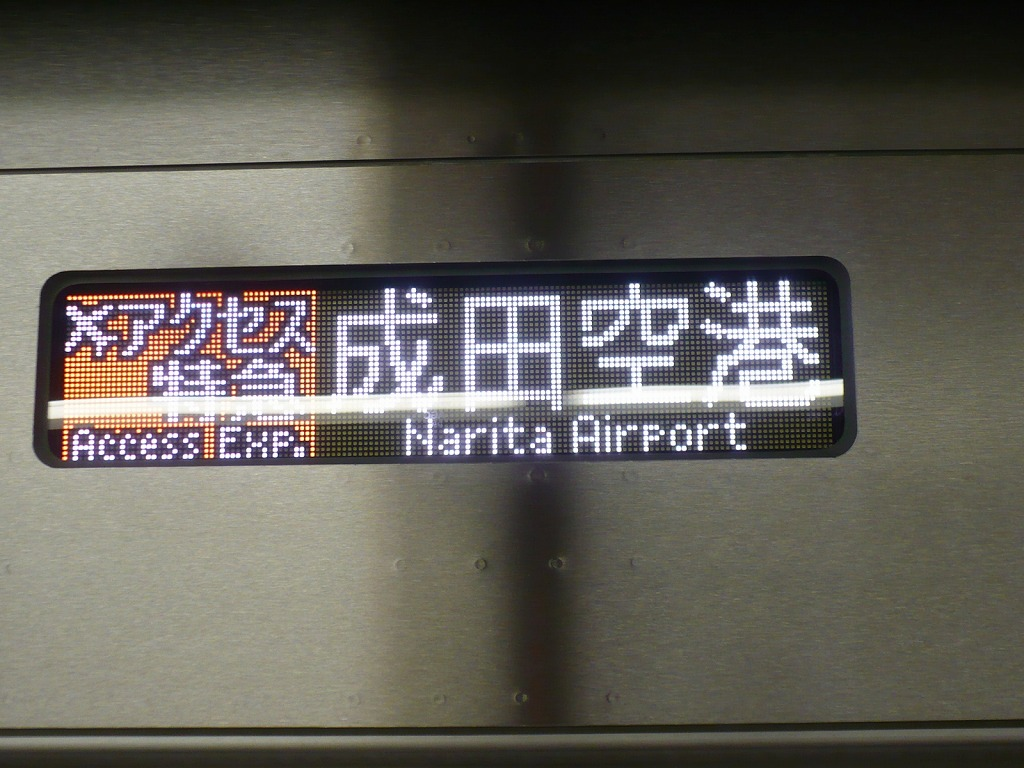
京成3050形 Access特急的方向幕
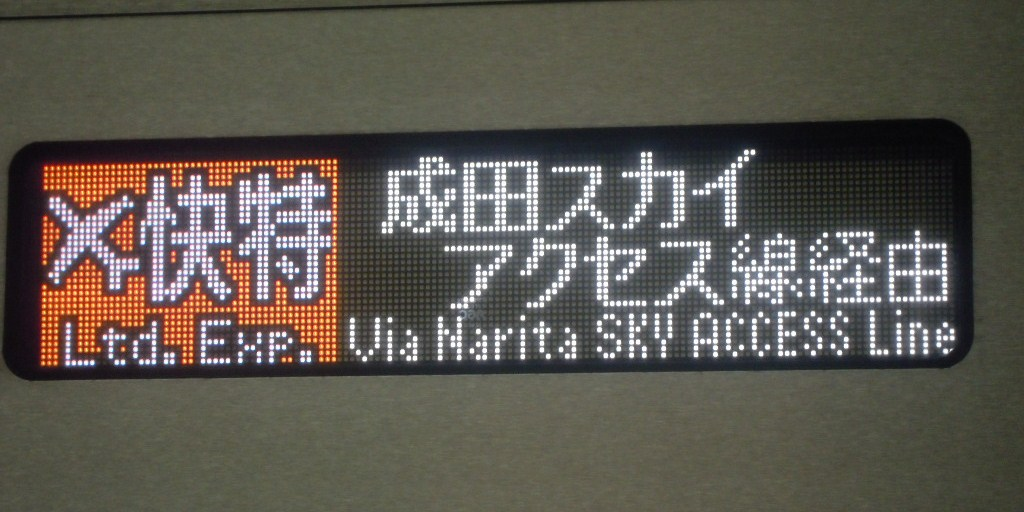
经由Sky Access线的表示

### 京急电铁的车辆
- 600形
- 1000形
- 1500形
  - 1000 型铝制车厢列车和 1500 型车厢仅在紧急情况下临时代行[4]，但 1500 型车辆于 2019 年 12 月正式开始担当班次运营[5]。

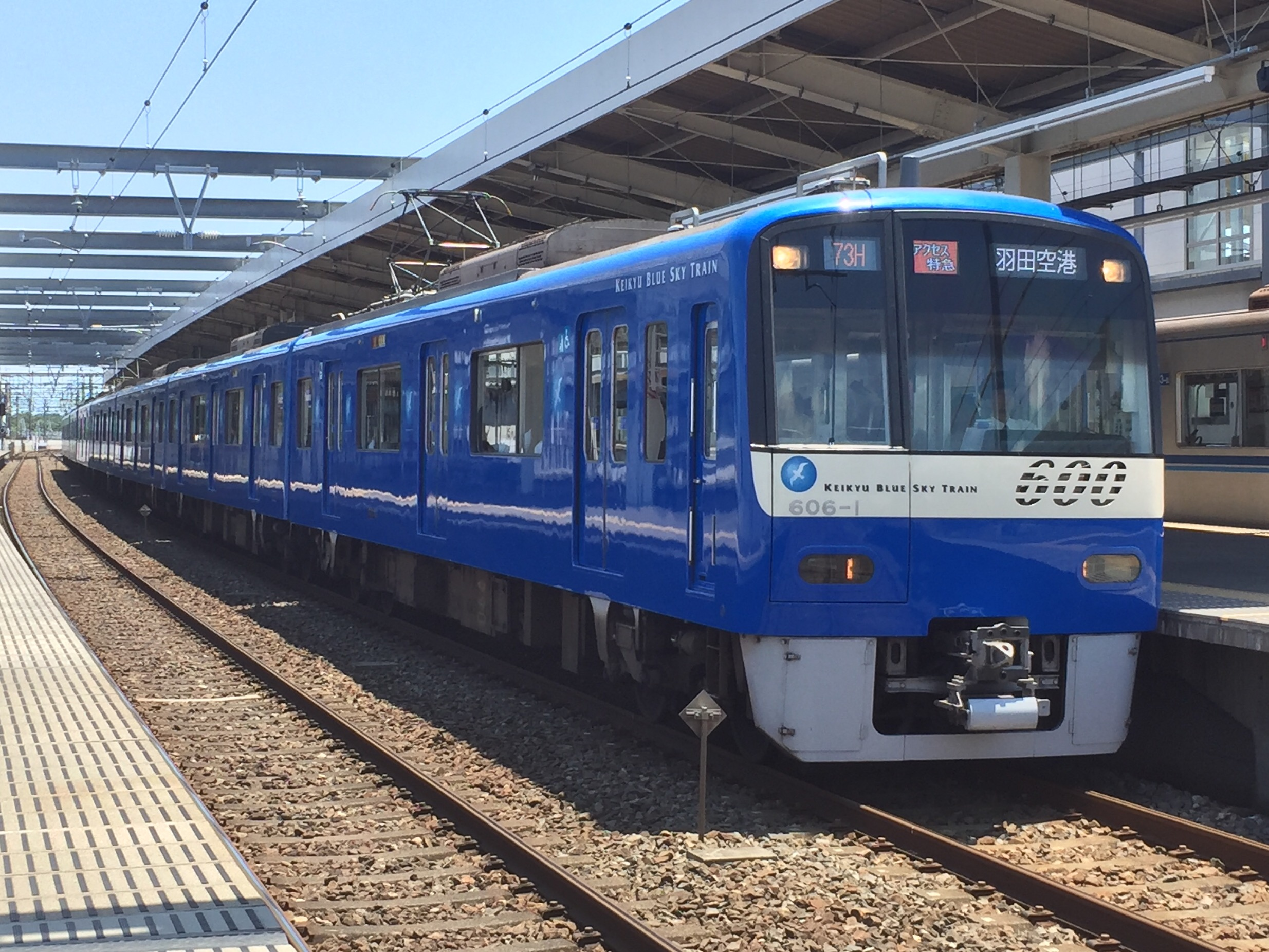
京急600形「KEIKYU BLUE SKY TRAIN」 开往羽田空港的Access特急
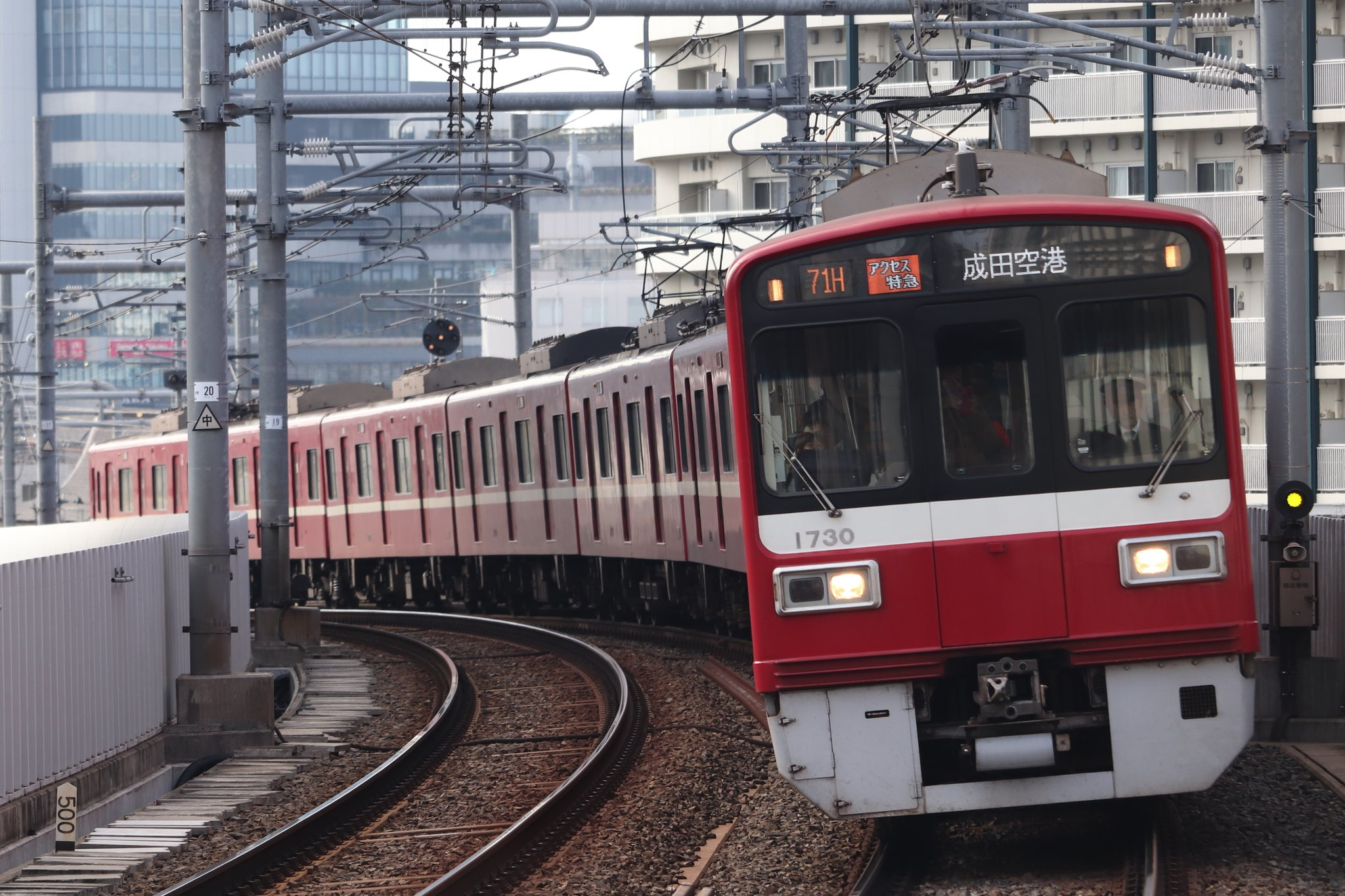
京急1500形担当的 开往成田空港的Access特急
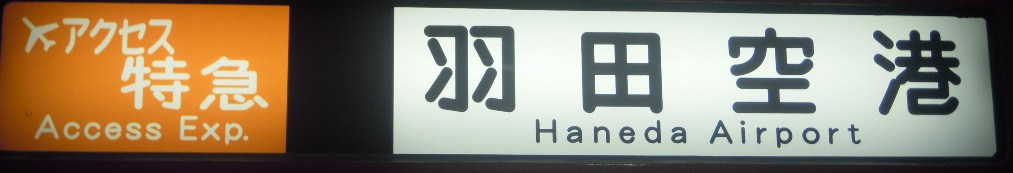
京急600形 Access特急的方向幕表示

### 东京都交通局的车辆
- 都营5500形（2022年2月26日开始在该线路运行）

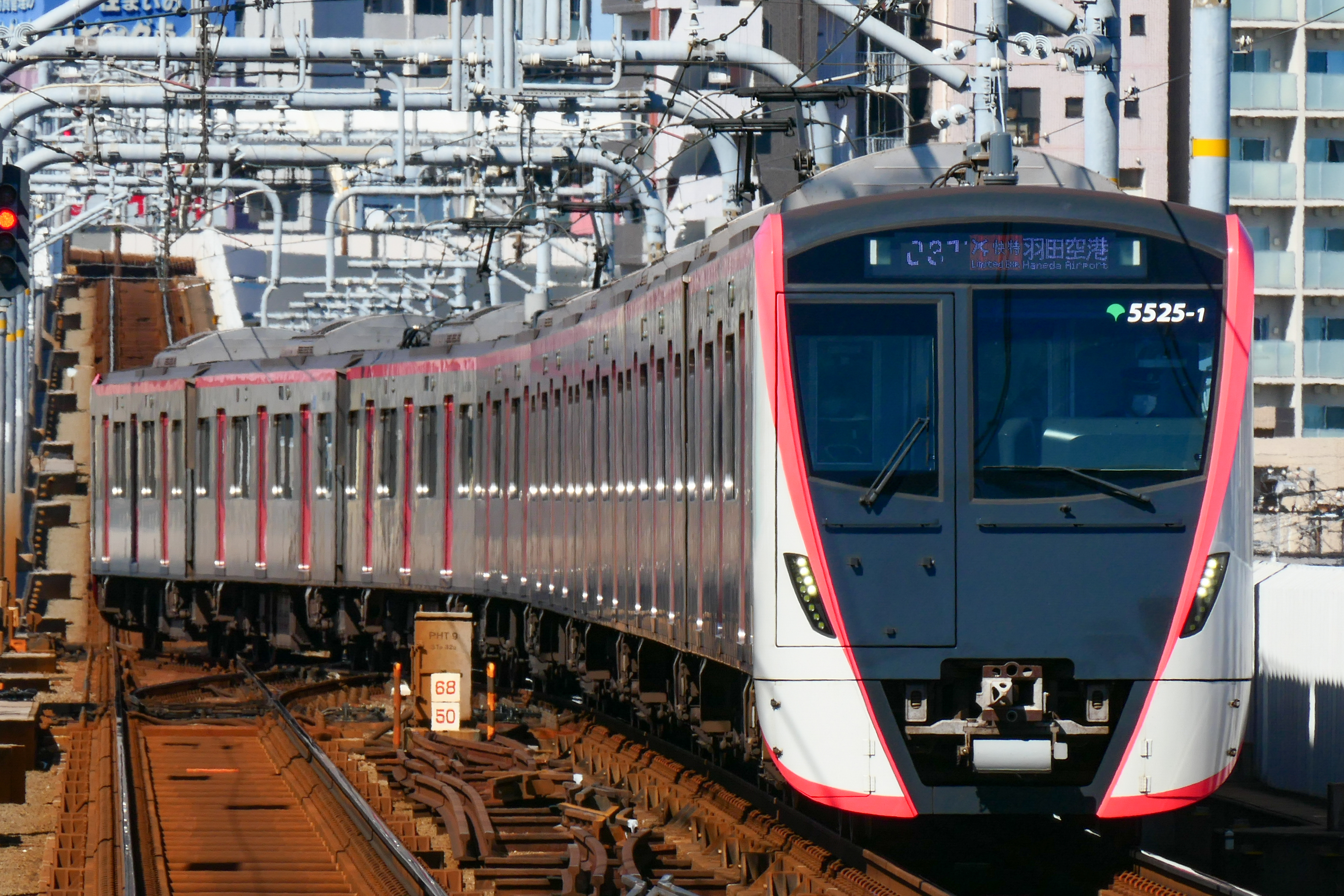
都営浅草線5500形担当的 于成田机场始发，开往羽田机场的机场快特（糀谷站）

需要注意的是，虽然北总铁道上有时速120公里的列车（包括千叶新城铁道拥有的车辆），但它们不作为Access特急列车运行。

## 車站列表
- 京成高砂－印旛日本醫大段與北總鐵道北總線共用。參見「北總線#車站列表」。機場第2大樓－成田機場段與京成本線重複。
- 東松戶－印旛日本醫大段的車站已有北總鐵道的車站編號，除京成電鐵的押上站外，不進行雙重編號[6]。

範例
- ●：停車、▲：部分車次停車、｜：通過
- 軌道 … ∥：複線路段，◇、｜：單線路段（◇為可進行列車交會），∨：此起往下為單線，∧：此起往上為單線（可在車站內進行列車交會）

| 車站編號 | 中文站名                                  | 日文站名 | 英文站名 | 站間距離 | 累計距離 | Access特急 | Skyliner | 接續路線、備註 | 軌道 | 所在地 | 所在地 |
| -------- | ----------------------------------------- | -------- | -------- | -------- | -------- | ---------- | -------- | --- | ---- | ------ | ------ |
| KS10     | 京成高砂                                  |          |          | -        | 0.0      | ●          | ｜       | 京成電鐵： 本線（設有直通青砥、京成上野方向列車，可轉乘往八幡、船橋方向列車）、 押上線（ 淺草線方向，設有直通 京急線羽田機場方向列車）、 金町線 | ∥    | 東京都 | 葛飾區 |
| HS05     | 東松戶                                    |          |          | 7.5      | 7.5      | ●          | ｜       | 北總鐵道： 北總線（HS05：共同使用站） 東日本旅客鐵道： 武藏野線（JM13）                                                                         | ∥    | 千葉縣 | 松戶市 |
| HS08     | 新鎌谷                                    |          |          | 5.2      | 12.7     | ●          | ▲        | 北總鐵道： 北總線（HS08：共同使用站） 京成電鐵： 松戶線（KS78） 東武鐵道： 野田線（東武都市公園線）（TD-30）                                    | ∥    | 千葉縣 | 鎌谷市 |
| HS12     | 千葉新城中央                              |          |          | 11.1     | 23.8     | ●          | ｜       | 北總鐵道： 北總線（HS12：共同使用站） | ∥    | 千葉縣 | 印西市 |
| HS14     | 印旛日本醫大（松蟲姬）                    |          |          | 8.5      | 32.3     | ●          | ｜       | 北總鐵道： 北總線（HS14：共同使用站） | ∥    | 千葉縣 | 印西市 |
| KS43     | 成田湯川                                  |          |          | 8.4      | 40.7     | ●          | ｜       | 成田線（我孫子支線）與下總松崎－成田段的交差地點（松崎字湯川）。                                                                                | ∨    | 千葉縣 | 成田市 |
| -        | 成田機場高速鐵道線接續點 （通稱：土屋點） |          | /        | (2.3)    | (43.0)   | ｜         | ｜       | 第三種鐵道事業者的境界點 有請願希望設立車站。                                                                                                   | ｜   | 千葉縣 | 成田市 |
| -        | 新根古屋信號場                            |          | /        | -        | -        | ｜         | ｜       | JR的根古屋信號場跡地附近 | ◇    | 千葉縣 | 成田市 |
| -        | （本線接續點）                            |          | /        | (6.9)    | (49.9)   | ｜         | ｜       | 與本線軌道上的接續點 | ｜   | 千葉縣 | 成田市 |
| KS41     | 機場第2候機樓                             |          |          | 0.5      | 50.4     | ●          | ●        | 京成電鐵： 本線（京成成田方向） 東日本旅客鐵道：成田線（機場支線）                                                                              | ◇    | 千葉縣 | 成田市 |
| KS42     | 成田機場                                  |          |          | 1.0      | 51.4     | ●          | ●        | 京成電鐵： 本線（京成成田方向） 東日本旅客鐵道：成田線（機場支線）                                                                              | ∧    | 千葉縣 | 成田市 |

- 本線接續點為京成本線與京成成田機場線兩線間移動的票價計算之用，以最短里程計費

## 註解
1. ↑  另一方面，京成電鐵的本線以「京成本線」的名稱、以及藍色標示來區別。
2. ↑  该列车（南行）在运行至都营浅草线内以及京急线内时，列车种别会变为“机场快特”；而北行列车在都营浅草线内就会有Access特急了

## 外部連結
- （日語）（英文）（简体中文）京成電鐵成田SKY ACCESS官方網站 （页面存档备份，存于）